# Arthur Cabral
Arthur Mendonça Cabral, noto semplicemente come Arthur Cabral (Campina Grande, 25 aprile 1998), è un calciatore brasiliano, attaccante del Botafogo.

## Caratteristiche tecniche
È un centravanti forte fisicamente, molto abile nel dribbling e con un ottimo senso del gol. Si distingue anche per essere un buon assist-man.

## Carriera

### Club

#### Gli inizi in Brasile
Cresciuto nelle giovanili del Ceará, ha esordito in prima squadra il 16 luglio 2015 in occasione del match di Coppa del Brasile pareggiato 0-0 contro il Tupi. Nella gara di ritorno, la settimana successiva, nei minuti di recupero segnò il gol vittoria del 2-1, la sua prima rete da professionista. Gioca anche uno scampolo di partita in Série B prima di essere ceduto in prestito, nell'ottobre 2015, al Palmeiras dove viene destinato alla formazione giovanile Under 17 per cinque mesi.
Tornato al Ceará la stagione successiva, con una sola convocazione nella Série B 2016 e tre in Copa Fares Lopes, viene definitivamente promosso in prima squadra nel 2017 quando, realizzando quattro gol in 16 partite, contribuisce alla promozione in Série A della sua squadra. Nell'autunno 2018 passa ufficialmente al Palmeiras, realizzando un gol in tre partite giocate in campionato. Il 9 maggio 2019 fa il suo esordio assoluto in una competizione internazionale sostituendo il compagno Miguel Borja, nel secondo tempo della partita vinta contro il San Lorenzo, nella sesta e ultima giornata della fase a gironi della Coppa Libertadores.

#### L'arrivo al Basilea
Nella stagione 2019/2020 viene ceduto in prestito al Basilea nella Super League svizzera. Dopo aver giocato in coppa nazionale e in Europa League, fa il suo debutto in campionato il 22 settembre contro lo Young Boys. Il suo primo gol con la nuova maglia arriva il 25 settembre quando il Basilea ha battuto 4-0 lo Zurigo. Il 29 giugno 2020, il club svizzero ne ha annunciato l'acquisto a titolo definitivo.
L'8 agosto 2021 contro il Servette mette a segno, nella stessa gara, quattro gol.  Segna la sua prima tripletta in una competizione internazionale  due settimane dopo, il 19 agosto, negli spareggi della UEFA Europa Conference League quando il Basilea ha battuto 3-1 in casa gli svedesi dell'Hammarby IF. Chiude la sua esperienza nella competizione europea realizzando, comprese le qualificazioni e gli spareggi, 13 reti in 12 partite.
Il 27 gennaio 2022 viene nominato come migliore giocatore del campionato, aggiudicandosi il titolo di "Super League Player 2021", nel corso della prima Swiss Football Night. Lascia il campionato svizzero dopo essere stato scelto, per due edizioni consecutive, dalla SAFP (Swiss Association of Football Players), associazione iscritta al sindacato internazionale dei calciatori mondiali FIFpro, per il SAFP Golden 11, ovvero nell'undici titolare del Team of the Year della Super League.

#### Fiorentina

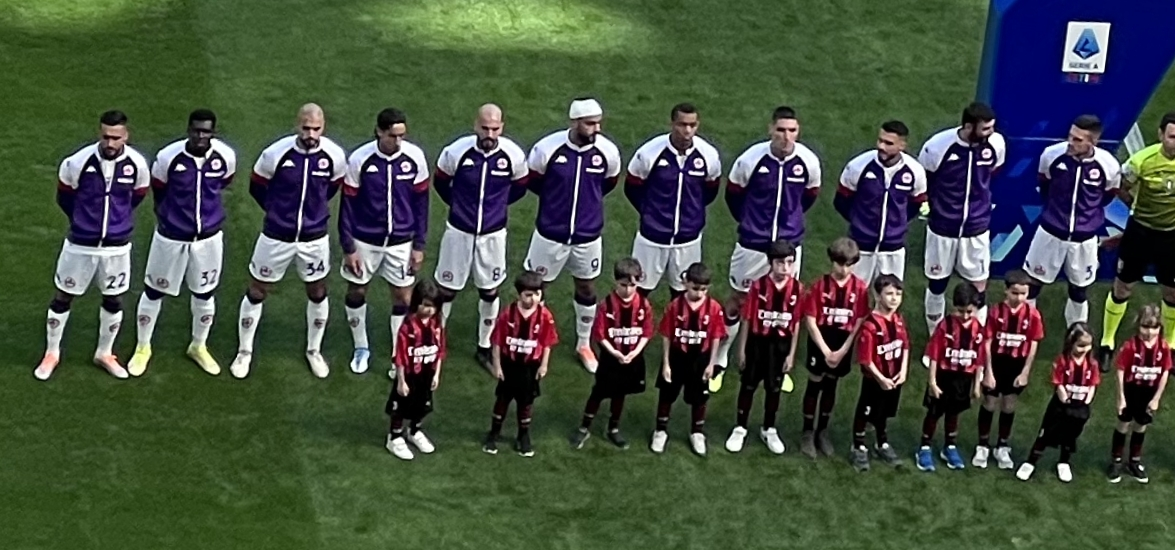
Milan - Fiorentina, 1º maggio 2022, con Cabral titolare

Il 29 gennaio 2022 diviene ufficiale il suo passaggio alla Fiorentina, che versa nelle casse del Basilea 16 milioni di euro bonus compresi. Decide di indossare la maglia numero 9, posseduta precedentemente da Dusan Vlahovic (passato alla Juventus pochi giorni prima). Ha fatto il suo esordio giocando, da titolare, la prima gara ufficiale dopo la chiusura della sessione invernale del calciomercato nella sconfitta casalinga contro la Lazio. Trova il primo assist in maglia viola nella successiva gara contro lo Spezia, permettendo alla squadra toscana di vincere in trasferta al 90º su gol di Sofyan Amrabat. Il 26 febbraio segna la prima rete in Italia, siglando il momentaneo pareggio in casa del Sassuolo, nella gara che poi i viola perderanno per 2-1.
Il 10 aprile 2022 mette a segno la sua seconda rete stagionale allo stadio Maradona di Napoli, contro la squadra di casa: la partita finirà 3-2 in favore della Viola. Chiude il semestre in maglia viola con 2 gol e 2 assist.
Nella stagione successiva gioca la sua prima partita da titolare in Conference League, andando a segno nella gara d'andata contro il Twente, realizzando così la sua quattordicesima rete assoluta in 13 partite nella competizione europea. Il 22 ottobre contro l'Inter segna la sua prima rete in campionato nella Serie A 2022/2023, firma il bis nella giornata successiva - ancora contro lo Spezia - realizzando il gol vittoria nel finale. Segna per la terza partita consecutiva nell'ultima giornata del girone di Conference League, disputata il 3 novembre a Riga. Dopo avere incontrato delle difficoltà nella prima parte di stagione trova maggiore continuità di prestazioni ad inizio 2023, dapprima segnando - nel mese di gennaio - la rete che vale il pari casalingo contro il Monza e poi - a febbraio - migliorando la propria serie stagionale di realizzazioni in gare consecutive, andando in gol per 5 volte in quattro partite tra Serie A e Conference. Risulta decisivo anche nel mese di marzo mettendo la propria firma nel tabellino dei marcatori nelle vittorie esterne contro Cremonese e Sivasspor. Si ripete anche ad aprile, risultando decisivo prima nel 2-0 esterno nella semifinale di Coppa Italia, poi nella vittoria esterna nei quarti di Conference League e nel pari casalingo contro l'Atalanta. Il periodo di buona forma si interrompe per i postumi di una botta al piede che lo porta a saltare alcune gare, prima di rientrare nelle turnazioni del finale di stagione.  Nel mese di maggio segna il gol del vantaggio nella sconfitta interna nella semifinale contro il Basilea, partita in cui si riacutizza il precedente infortunio al piede che lo costringe a un lavoro personalizzato in vista delle due finali stagionali. In campionato torna al gol solo nell'ultima giornata contro il Sassuolo.
Conclude la stagione con il titolo di capocannoniere dell'edizione 2022/23 della Conference League, a pari merito con Zeki Amdouni, nonostante durante la gara casalinga contro il Braga gli fosse stato tolto dal VAR un gol poi risultato regolare.

#### Benfica
Il 10 agosto 2023 viene acquistato dal Benfica. Il successivo 19 agosto ha esordito contro la Estrela da Amadora nella seconda giornata di campionato.
Il 12 dicembre, dopo essere entrato in campo da poco, nei minuti finali contro il Salisburgo segna il gol decisivo dell'1-3 finale necessario per qualificarsi all'Europa League come terzi del girone di Champions. Chiude la sua esperienza portoghese con 77 presenze e 18 reti complessive.

#### Botafogo
Il 9 giugno 2025 viene acquistato a titolo definitivo dal Botafogo, con cui sottoscrive un accordo fino al 31 dicembre 2028.

### Nazionale

#### Nazionali giovanili
Cabral ha rappresentato il Brasile a livello Under 23, giocando due amichevoli preolimpiche contro la Colombia e contro il Cile nel settembre 2019.

#### Nazionale maggiore
Nell'ottobre 2021, Cabral ha ricevuto la sua prima convocazione nella squadra maggiore brasiliana per le partite di qualificazione alla Coppa del mondo FIFA 2022 come sostituto dell'infortunato Matheus Cunha, senza però fare il suo esordio in campo.

## Statistiche

### Presenze e reti nei club
Statistiche aggiornate al 9 giugno 2025.
| Stagione          | Squadra           | Campionato        | Campionato | Campionato | Coppe nazionali | Coppe nazionali | Coppe nazionali | Coppe continentali | Coppe continentali | Coppe continentali | Altre coppe | Altre coppe | Altre coppe | Totale | Totale | Totale |
| Stagione          | Squadra           | Comp              | Pres       | Reti       | Comp            | Pres            | Reti            | Comp               | Pres               | Reti               | Comp        | Pres        | Reti        | Pres   | Reti   |        |
| ----------------- | ----------------- | ----------------- | ---------- | ---------- | --------------- | --------------- | --------------- | ------------------ | ------------------ | ------------------ | ----------- | ----------- | ----------- | ------ | ------ | ------ |
| 2015              | Ceará             | B                 | 1          | 0          | CB              | 2               | 1               | -                  | -                  | -                  | -           | -           | -           | 3      | 1      |        |
| 2016              | Ceará             | B                 | 0          | 0          | -               | -               | -               | -                  | -                  | -                  | CFL         | 0           | 0           | 0      | 0      |        |
| 2017              | Ceará             | PD/CE+B           | 1+16       | 0+4        | CB              | 1               | 0               | -                  | -                  | -                  | PL          | 1           | 0           | 19     | 4      |        |
| 2018              | Ceará             | PD/CE+A           | 12+31      | 11+7       | CB              | 4               | 1               | -                  | -                  | -                  | CDN         | 8           | 5           | 55     | 24     |        |
| Totale Ceará      | Totale Ceará      | Totale Ceará      | 61         | 22         |                 | 7               | 2               |                    | -                  | -                  |             | 9           | 5           | 77     | 29     |        |
| 2019              | Palmeiras         | A1/SP+A           | 2+1        | 1+0        | CB              | 1               | 0               | CL                 | 1                  | 0                  | -           | -           | -           | 5      | 1      |        |
| 2019-2020         | Basilea           | SL                | 26         | 14         | CS              | 2               | 2               | UEL                | 11                 | 2                  | -           | -           | -           | 39     | 18     |        |
| 2020-2021         | Basilea           | SL                | 33         | 18         | CS              | 0               | 0               | UEL                | 3                  | 2                  | -           | -           | -           | 36     | 20     |        |
| 2021-gen. 2022    | Basilea           | SL                | 18         | 14         | CS              | 1               | 0               | UECL               | 12                 | 13                 | -           | -           | -           | 31     | 27     |        |
| Totale Basilea    | Totale Basilea    | Totale Basilea    | 77         | 46         |                 | 3               | 2               |                    | 26                 | 17                 |             | -           | -           | 106    | 65     |        |
| gen.-giu. 2022    | Fiorentina        | A                 | 14         | 2          | CI              | 2               | 0               | -                  | -                  | -                  | -           | -           | -           | 16     | 2      |        |
| 2022-2023         | Fiorentina        | A                 | 28         | 8          | CI              | 4               | 1               | UECL               | 16                 | 8                  | -           | -           | -           | 48     | 17     |        |
| Totale Fiorentina | Totale Fiorentina | Totale Fiorentina | 42         | 10         |                 | 6               | 1               |                    | 16                 | 8                  |             | -           | -           | 64     | 19     |        |
| 2023-2024         | Benfica           | PL                | 28         | 6          | CP+CdL          | 4+3             | 3+1             | UCL+UEL            | 4+4                | 1+0                | SP          | -           | -           | 43     | 11     |        |
| 2024-2025         | Benfica           | PL                | 21         | 2          | CP+CdL          | 5+2             | 4+0             | UCL                | 6                  | 1                  | Cmc         | -           | -           | 34     | 7      |        |
| Totale Benfica    | Totale Benfica    | Totale Benfica    | 49         | 8          |                 | 14              | 8               |                    | 14                 | 2                  |             | 0           | 0           | 77     | 18     |        |
| giu.-dic. 2025    | Botafogo          | A/RJ+A            | -          | -          | CB              | -               | -               | CL                 | -                  | -                  | SB+RS+Cmc   | -           | -           | -      | -      |        |
| Totale carriera   | Totale carriera   | Totale carriera   | 232        | 87         |                 | 31              | 13              |                    | 57                 | 27                 |             | 9           | 5           | 329    | 132    |        |

### Cronologia presenze e reti in nazionale
| Cronologia completa delle presenze e delle reti in nazionale ― Brasile under 23 | Cronologia completa delle presenze e delle reti in nazionale ― Brasile under 23 | Cronologia completa delle presenze e delle reti in nazionale ― Brasile under 23 | Cronologia completa delle presenze e delle reti in nazionale ― Brasile under 23 | Cronologia completa delle presenze e delle reti in nazionale ― Brasile under 23 | Cronologia completa delle presenze e delle reti in nazionale ― Brasile under 23 | Cronologia completa delle presenze e delle reti in nazionale ― Brasile under 23 | Cronologia completa delle presenze e delle reti in nazionale ― Brasile under 23 |
| Data                                                                            | Città                                                                           | In casa                                                                         | Risultato                                                                       | Ospiti                                                                          | Competizione                                                                    | Reti                                                                            | Note                                                                            |
| ------------------------------------------------------------------------------- | ------------------------------------------------------------------------------- | ------------------------------------------------------------------------------- | ------------------------------------------------------------------------------- | ------------------------------------------------------------------------------- | ------------------------------------------------------------------------------- | ------------------------------------------------------------------------------- | ------------------------------------------------------------------------------- |
| 6-9-2019                                                                        | São Paulo                                                                       | Brasile under 23                                                                | 2 – 0                                                                           | Colombia under 23                                                               | Amichevole                                                                      | -                                                                               | 68’                                                                             |
| 9-9-2019                                                                        | São Paulo                                                                       | Brasile under 23                                                                | 3 – 1                                                                           | Cile under 23                                                                   | Amichevole                                                                      | -                                                                               | 71’                                                                             |
| Totale                                                                          |                                                                                 | Presenze                                                                        | 2                                                                               |                                                                                 | Reti                                                                            | 0                                                                               |                                                                                 |

## Palmarès

### Club

#### Competizioni statali
- Campionato Cearense: 2

Ceará: 2017, 2018

#### Competizioni nazionali
- Coppa di Lega portoghese: 1

Benfica: 2024-2025

### Individuale
- Trofeo Verdes Mares: 2

Seleção do Campeonato Cearense: 2018
Rivelazione del Campionato Cearense: 2018
- Trofeo Flávio Ponte: 1

Seleção do Ano do futebol cearense: 2018
- Capocannoniere della Copa do Nordeste: 1

2018 (5 gol)
- Calciatore dell'anno: 1

Super League Player: 2021
- SAFP Golden 11: 2

Super League Team of the Year: 2020, 2021
- Capocannoniere della UEFA Europa Conference League: 1

2022-2023 (7 reti, ex aequo con Zeki Amdouni)